# Kanton Rambouillet
Kanton Rambouillet is een kanton van het Franse departement Yvelines. Het kanton maakt deel uit van het arrondissement Rambouillet en werd bij decreet van 21 februari 2014 opgericht met uitwerking op 22 maart 2015, waarbij alle 17 gemeenten van het voormalige kanton Saint-Arnoult-en-Yvelines naar kanton Rambouillet zijn overgegaan.

## Gemeenten
Het kanton heeft nu de volgende 36 gemeenten: 
1. Rambouillet, kantoor kieskring
2. Ablis
3. Allainville
4. Auffargis
5. Boinville-le-Gaillard
6. La Boissière-École
7. Bonnelles
8. Les Bréviaires
9. Bullion
10. La Celle-les-Bordes
11. Cernay-la-Ville
12. Clairefontaine-en-Yvelines
13. Émancé
14. Les Essarts-le-Roi
15. Gambaiseuil
16. Gazeran
17. Hermeray
18. Longvilliers
19. Mittainville
20. Orcemont
21. Orphin
22. Orsonville
23. Paray-Douaville
24. Le Perray-en-Yvelines
25. Poigny-la-Forêt
26. Ponthévrard
27. Prunay-en-Yvelines
28. Raizeux
29. Rochefort-en-Yvelines
30. Saint-Arnoult-en-Yvelines
31. Saint-Hilarion
32. Saint-Léger-en-Yvelines
33. Saint-Martin-de-Bréthencourt
34. Sainte-Mesme
35. Sonchamp
36. Vieille-Église-en-Yvelines

Het kanton Rambouillet omvatte tot 2014 de volgende 18 gemeenten:
1. Rambouillet, kantoor kieskring
2. Auffargis
3. La Boissiére-École
4. Les Bréviaires
5. Émancé
6. Les Essarts-le-Roi
7. Gambaiseuil
8. Gazeran
9. Hermeray
10. Mittainville
11. Orcemont
12. Orphin
13. Le Perray-en-Yvelines
14. Poigny-la-Forêt
15. Raizeux
16. Saint-Hilarion
17. Saint-Léger-en-Yvelines
18. Vieille-Église-en-Yvelines

Het kanton heeft een oppervlakte van 629.50  km² en telde 79.020 inwoners in 2018. Dat is een dichtheid van 126 inwoners/km².